# Transjö hytta
Transjö hytta (dansk: Transjö hytte) er et glasværk i Transjö syd for Kosta i Lessebo kommune, Kronobergs län i Småland i Sverige. 
Transjö hytta, der er grundlagt i 1982, ligger i det område af Småland, der kaldes Glasriget
I Transjö fandtes 1870–1950 et planglasbruk. År 1979 startede Ann Wolff og Wilke Adolfsson Transjö Stenhytta i ett tidligere kornmagasin i Transjö. Stenhytten var virksom til 1983.
Transjö Hytta blev grundlagt i 1982 af glasblæsermæstrene og -kunstnerne Sven-Åke Carlsson og Jan-Erik Ritzman sammen med Ann Wolff og Dirk Bimberg i en bygning vid Lyckebyån, der i planglasbrukets tid blev anvendt som sliberi.

## Glasakademi
I mere end tyve år har Transjö hytten modtaget elever fra hele verden som lærlinge i deres værksted. Den danske glaskunstner Peter Kuchinke, der driver Glasmageriet i Mygdal ved Hjørring, er én af de danske elever, der har deltaget på glasakademiet.